# Spermacoce laevis
Spermacoce laevis es una especie de planta herbácea de la familia Rubiaceae. 

## Descripción
Es una planta anual. Puede estar erecta o reclinada en el suelo; los tallos son lisos. Las hojas son más largas que anchas. Sus flores son blancas y están en cabezuelas terminales o en la unión de los tallos con las hojas. Los frutos son cápsulas alargadas con semillas cafés.

## Distribución y hábitat
Originaria de América tropical. Habita en climas cálidos, semicálidos y templados, desde el nivel del mar hasta los 1800 metros, asociada a bosques tropicales caducifolios, subcaducifolio, subperennifolio y perennifolios; bosques de encino y de pino.

## Propiedades
Esta planta se emplea principalmente en problemas renales, entre ellos, el mal de orín en Chiapas y Nayarit, y el dolor de riñones en Tabasco.
Asimismo, se le utiliza en trastornos digestivos, tales como dolor de estómago, diarrea y estreñimiento.
Para el tratamiento de estos padecimientos, se utilizan las hojas y ramas en cocimiento, y administradas por vía oral. En fomentos se indica contra golpes y heridas, o bien en emplasto para casos de erisipela.
Otros padecimientos para lo que se emplea son; fiebre, escalofrío, dolor de cintura, paperas y en mordeduras de serpiente. Además se le usa en el parto.

## Taxonomía
Spermacoce laevis fue descrita por Jean-Baptiste Lamarck y publicado en Tableau Encyclopédique et Methodique ... Botanique 1: 273. 1791[1792].
Sinonimia
- Borreria capitellata (Willd. ex Roem. & Schult.) Cham. & Schltdl.
- Borreria herbert-smithii Rusby
- Borreria laevis (Lam.) Griseb.
- Borreria trichantha Miq.
- Spermacoce capitellata Willd. ex Roem. & Schult.
- Spermacoce guianensis Bremek.
- Spermacoce riparia Cham. & Schltdl.
- Spermacoce trichantha (Miq.) Kuntze
- Tardavel laevis (Lam.) Standl.[3]

## Nombres comunes
- Cordón de San Francisco blanco, hierba amargosa, hierba del cáncer hembra, hierba del soldado, riñonina.[1]